# متطلبات الحصول على تأشيرة لمواطني جزر القمر
متطلبات الحصول على تأشيرة للمواطنين القمريين، هي قيود الدخول الإدارية من قبل سلطات الدول الأخرى المفروضة على مواطني جزر القمر. في عام 2015 كان المواطنين القمريين لا يحتاجون لتأشيرة دخول أو تأشيرة عند الوصول لـ 44 دولة وإقليم.

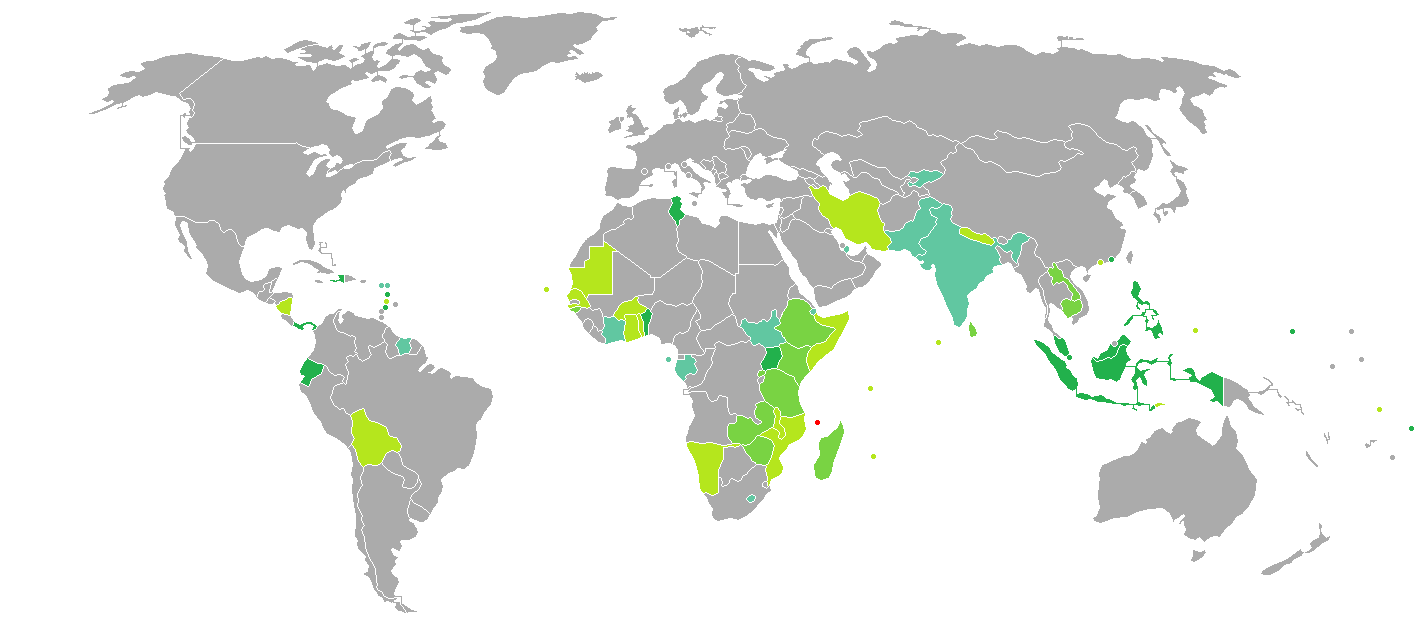
متطلبات الحصول على تأشيرة للمواطنين القمريين

## تأشيرة مجانية
| البلد أو الإقليم          | مدة الإقامة                                                             |
| ------------------------- | ----------------------------------------------------------------------- |
| برمودا                    | 6 أشهر                                                                  |
| جزر كوك                   | 31 يوما                                                                 |
| دومينيكا                  | 21 يوما                                                                 |
| الإكوادور                 | 90 يوما                                                                 |
| السلفادور                 | N/A                                                                     |
| هايتي                     | 3 أشهر                                                                  |
| هونغ كونغ                 | 15 يوماً                                                                 |
| ماليزيا                   | شهر واحد                                                                |
| ولايات ميكرونيسيا المتحدة | 30 يوما                                                                 |
| نييوي                     | 30 يوما                                                                 |
| الفلبين                   | 21 يوماً (For more than 21 يوماً up to 59 يوماً, visa issued upon arrival) |
| سانت كيتس ونيفيس          | 14 يوماً                                                                 |
| سانت فينسنت والغرينادين   | شهر واحد                                                                |
| سنغافورة                  | 30 يوما                                                                 |
| أوغندا                    | 6 أشهر                                                                  |

## تأشيرة عند الوصول
| البلد أو الإقليم  | مدة الإقامة                                 |
| ----------------- | ------------------------------------------- |
| بنغلاديش          | 90 يوماً                                     |
| كمبوديا           | 30 يوماً                                     |
| جيبوتي            | 1 month                                     |
| تيمور الشرقية     | 30 يوماً                                     |
| مصر               | 15 يوماً(Valid for south Sinai resorts only) |
| كينيا             | 3 months                                    |
| لاوس              | 30 يوماً                                     |
| ماكاو             | 30 يوماً                                     |
| مدغشقر            | 90 يوماً                                     |
| جزر المالديف      | 30 يوماً                                     |
| موريشيوس          | 2 weeks                                     |
| موزمبيق           | 30 يوماً                                     |
| نيبال             | N/A                                         |
| نيكاراغوا         | N/A                                         |
| بالاو             | 30 يوماً                                     |
| سانت لوسيا        | 6 weeks                                     |
| ساموا             | 60 يوماً                                     |
| ساو تومي وبرينسيب | 1 month                                     |
| سيشل              | 1 month                                     |
| تنزانيا           | 90 يوماً                                     |
| توغو              | 7 يوماً                                      |
| توفالو            | 1 month                                     |
| زامبيا            | 90 يوماً                                     |

## تأشيرة مطلوبة
| البلد أو الإقليم      | استثناءات |
| --------------------- | --- |
| أندورا                | Apply regulation of France or Spain. |
| بلغاريا               | Except for transit. |
| بوركينا فاسو          | Not required in extreme cases. |
| بوروندي               | تأشيرة عند الوصول possible if there is no diplomatic representative of بوروندي located in country of origin                                                     |
| الرأس الأخضر          | Not required for former nationals of الرأس الأخضر islands. تأشيرة عند الوصول for those coming from countries where no diplomatic representation is established. |
| كوستاريكا             | US, كندا or EU visa accepted. |
| جمهورية الدومينيكان   | US, كندا or EU visa accepted. |
| جبل طارق              | UK visa accepted (must be valid for one year). |
| غوام                  | Same conditions as for mainland US. |
| غواتيمالا             | US, كندا or Schengen visa accepted. |
| هندوراس               | US, كندا or Schengen visa accepted. |
| الهند                 | Except for those holding a PIO card (Person of Indian Origin).                                                                                                  |
| إيران                 | Need a pre-approval code obtained at www.mfa.gov.ir |
| ليبيريا               | Visa exemption if coming from country without diplomatic representation of Liberia.                                                                             |
| مقدونيا               | Schengen visa accepted. |
| منغوليا               | تأشيرة عند الوصول if arriving from countries where there is no diplomatic representation of Mongolia.                                                           |
| الجبل الأسود          | Visa exemption of 7 يوماً if holding US or Schengen visa. |
| نيجيريا               | Except for former Nigeria Nationals. |
| جزر ماريانا الشمالية  | US visa accepted. |
| باكستان               | Visa not needed if holding a Pakistan Origin Card (POC). |
| بورتوريكو             | Except if arriving directly from US. |
| سان مارينو            | Same rules as for italy. |
| الصومال               | Except if of Somali origin. |
| كوريا الجنوبية        | Visa exemption if holding visa or residence permit from أستراليا, كندا, Japan, New Zealand or USA. Visa exemption if previously entered Republic of Korea.      |
| سريلانكا              | 30 يوماً (ETA required. cost: US$30) |
| السودان               | Except if of Sudanese origin. |
| سوريا                 | Except if born in an arabic country. |
| جزر توركس وكايكوس     | US, كندا or UK visa accepted. |
| جزر العذراء الأمريكية | Except if arriving directly from US. |
| الأوروغواي            | Except if born in Uruguay. |